# Perú Democrático
Perú Democrático fue un grupo parlamentario de extrema izquierda del Congreso de la República del Perú. Formada en enero de 2022, reúne a varios congresistas de tres partidos. Siendo primera "minoría", el grupo se incorporó al gobierno a partir de febrero de 2022.

## Historia
El 7 de enero de 2022, cinco exparlamentarios de Renovación Popular, Perú Libre, Somos Perú y Acción Popular solicitan a la presidenta del Congreso, Maricarmen Alva, la creación de un grupo parlamentario. Los primeros cinco integrantes incluyen a Héctor Valer, Hamlet Echevarría, Carlos Zeballos, Luis Roberto Kamiche Morante y Guillermo Bermejo investigado por terrorismo.
El 10 de enero, a pocos días de la creación del grupo parlamentario, la entonces ministra de Trabajo Betssy Chávez, anunció que se incorporaría al grupo.
El 14 de enero, luego de una reunión con Pedro Castillo, el presidente Héctor Valer declaró a su grupo parlamentario ni en oposición ni a favor del gobierno, sino sólo a favor de una Asamblea Constituyente.
El 1 de febrero de 2022, Héctor Valer fue designado Presidente del Consejo de Ministros por el presidente Pedro Castillo, en reemplazo de Mirtha Vásquez quien renunció el día anterior. Así, el grupo parlamentario integró de facto la composición y apoyo del gobierno, con el presidente del Consejo y la ministra de Trabajo como miembros de la coalición de gobierno.
El 22 de marzo de 2023, el Congreso de la República logró suspender a Betssy Chávez  debido a su presunta participación en el intento de golpe de Estado propiciado por Pedro Castillo en diciembre de 2022. Por lo cual el grupo parlamentario queda disuelto.
Los cuatro congresistas de Perú Democrático, que se hubieran quedado sin bancada tras la suspensión de Betssy Chávez, se sumaron a la bancada de Cambio Democrático - Juntos por el Perú.

## Posición
Se puede hacer referencia al grupo como de izquierda y atrapalotodo. Ya que hay diferencias desde su creación, con Héctor Valer quien durante una reunión con Pedro Castillo llama un grupo que no está ni en la oposición ni a favor del gobierno. Mientras que unos días después, Guillermo Bermejo, quien renunció a Perú Libre, evoca a un grupo parlamentario de apoyo al gobierno.
Sin embargo, el grupo se caracteriza por elementos ideológicos compartidos por todos, ya sea por los que siguen en Perú Libre, como por los que han salido del partido, y las disidencias de los partidos Somos Perú y Acción Popular. Los parlamentarios quieren particularmente la convocatoria de una Asamblea Constituyente, la lucha contra la corrupción y la restauración de la imagen de los legisladores.

## Miembros
Integrada inicialmente por 5 miembros, siendo el mínimo de congresistas requerido para crear un grupo parlamentario, la entonces ministra de Trabajo del gobierno de Pedro Castillo, Betssy Chávez, también congresista, decidió integrarse al grupo. Dos días después, la parlamentaria Nieves Limachi decidió sumarse al grupo, que quedó integrado mayoritariamente por actuales o exmiembros de Perú Libre.
En noviembre, Héctor Valer renunció a la bancada, tras la cuestión de confianza que presentó el premier, Aníbal Torres.

### Composición (antes de noviembre de 2022)
| Congresista | Congresista       | Partido político | Circunscripción |
| ----------- | ----------------- | ---------------- | --------------- |
|             | Betssy Chávez     | Perú Libre       | Tacna           |
|             | Carlos Zeballos   | Acción Popular   | Puno            |
|             | Guillermo Bermejo | Perú Libre       | Lima            |
|             | Hamlet Echevarría | Perú Libre       | Cajamarca       |
|             | Héctor Valer      | Independiente    | Lima            |
|             | Nieves Limachi    | Perú Libre       | Tacna           |
|             | Roberto Kamiche   | Perú Libre       | La Libertad     |

### Composición (noviembre de 2022 - marzo de 2023)
| Congresista | Congresista       | Partido político | Circunscripción |
| ----------- | ----------------- | ---------------- | --------------- |
|             | Betssy Chávez     | Perú Libre       | Tacna           |
|             | Guillermo Bermejo | Perú Libre       | Lima            |
|             | Hamlet Echevarría | Perú Libre       | Cajamarca       |
|             | Nieves Limachi    | Perú Libre       | Tacna           |
|             | Roberto Kamiche   | Perú Libre       | La Libertad     |